# Peucedanum divaricatum
Peucedanum divaricatum är en flockblommig växtart som beskrevs av George Bentham, Joseph Dalton Hooker och Giovanni Arcangeli. Peucedanum divaricatum ingår i släktet siljor, och familjen flockblommiga växter. Inga underarter finns listade i Catalogue of Life.